# Liste der Nummer-eins-Hits in Österreich (2013)
Dies ist eine Liste der Nummer-eins-Hits in Österreich im Jahr 2013. Sie basiert auf den Top 75 der österreichischen Charts bei den Singles und bei den Alben. 19 Singles und 35 Alben standen in diesem Jahr auf Platz 1.

## Singles
| ← 2012 ← | Liste der Nummer-eins-Hits in Österreich | Liste der Nummer-eins-Hits in Österreich | Liste der Nummer-eins-Hits in Österreich | 2014 →                    |
| \| Zeitraum \| Wo. ges. \| Interpret \| Titel Autor(en) \| Zusätzliche Informationen \| \| (Zeitraum, Wochen auf Platz eins, Interpret, Titel, Autor[en], zusätzliche Informationen) \| \| \| \| \| \| ----------------------------------------------------------------------------------------- \| -------- \| ---------------------------------- \| ------------------------------------------------------------------------------------------------------------------------------------------------------------------- \| ------------------------- \| \| 7. Dezember 2012 – 3. Januar 2013 4 Wochen \| 4 \| Alicia Keys feat. Nicki Minaj \| Girl on Fire Billy Squier, Alicia Keys, Salaam Remi, Jeffrey Bhasker, Onika Tanya Maraj \| – \| \| 4. Januar 2013 – 10. Januar 2013 1 Woche \| 1 \| Cro \| Einmal um die Welt Musik: Carlo Waibel, Simon den Hartog, Dominic Lorberg, Gordian Scholz, Micka Schürmann, Arne Schult; Text: Carlo Waibel \| – \| \| 11. Januar 2013 – 24. Januar 2013 2 Wochen \| 2 \| The Script feat. Will.i.am \| Hall of Fame Will Adams, James Barry, Daniel John O’Donoghue, Mark Anthony Sheehan \| – \| \| 25. Januar 2013 – 14. Februar 2013 3 Wochen (insgesamt 4) \| 4 \| Will.i.am & Britney Spears \| Scream & Shout William Adams, Jean-Baptiste Kouame, Jef Martens, Tula Paulinea Contostavlos \| – \| \| 15. Februar 2013 – 7. März 2013 3 Wochen \| 3 \| Andreas Gabalier \| Go for Gold Andreas Gabalier \| – \| \| 8. März 2013 – 14. März 2013 1 Woche (insgesamt 4) \| 4 \| Will.i.am & Britney Spears \| Scream & Shout William Adams, Jean-Baptiste Kouame, Jef Martens, Tula Paulinea Contostavlos \| – \| \| 15. März 2013 – 18. April 2013 5 Wochen \| 5 \| Passenger \| Let Her Go Michael David Rosenberg \| – \| \| 19. April 2013 – 2. Mai 2013 2 Wochen \| 2 \| Pink feat. Nate Ruess \| Just Give Me a Reason Jeffrey Bhasker, Alecia B. Moore, Nathaniel Joseph Ruess \| – \| \| 3. Mai 2013 – 23. Mai 2013 3 Wochen \| 3 \| Wax \| Rosana Musik: Reggie Perry Jr.; Text: Michael Joseph Jones \| – \| \| 24. Mai 2013 – 30. Mai 2013 1 Woche \| 1 \| Beatrice Egli \| Mein Herz Musik: Dieter Bohlen; Text: Oliver Lukas, Dieter Bohlen \| – \| \| 31. Mai 2013 – 13. Juni 2013 2 Wochen \| 2 \| Daft Punk feat. Pharrell Williams \| Get Lucky Pharrell L. Williams, Nile Rodgers, Guy-Manuel de Homem-Christo, Thomas Bangalter \| – \| \| 14. Juni 2013 – 11. Juli 2013 4 Wochen \| 4 \| Robin Thicke feat. T.I. & Pharrell \| Blurred Lines Pharrell L. Williams, Robin Thicke, Clifford Joseph Harris \| – \| \| 12. Juli 2013 – 12. September 2013 9 Wochen \| 9 \| Avicii \| Wake Me Up Aloe Blacc, Tim Bergling, Michael Aaron Einziger \| – \| \| 13. September 2013 – 26. September 2013 2 Wochen \| 2 \| Katy Perry \| Roar Bonnie Leigh McKee, Lukasz Gottwald, Henry Russell Walter, Max Martin, Katy Perry \| – \| \| 27. September 2013 – 17. Oktober 2013 3 Wochen (insgesamt 4) \| 4 \| Olly Murs \| Dear Darlin’ James Christopher Eliot, Edward James Drewett, Stanley Oliver Murs \| – \| \| 18. Oktober 2013 – 24. Oktober 2013 1 Woche \| 1 \| James Blunt \| Bonfire Heart Ryan B. Tedder, James Hillier Blount \| – \| \| 25. Oktober 2013 – 31. Oktober 2013 1 Woche (insgesamt 4) \| 4 \| Olly Murs \| Dear Darlin’ James Christopher Eliot, Edward James Drewett, Stanley Oliver Murs \| – \| \| 1. November 2013 – 7. November 2013 1 Woche \| 1 \| Avicii \| Hey Brother Vincent Fred Pontare, Salem Lars Al Fakir, Tim Bergling, Ash Pournouri, Veronica Sandra Karin Maggio \| – \| \| 8. November 2013 – 28. November 2013 3 Wochen \| 3 \| Klingande \| Jubel Cédric Marc Nils Steinmyller, Edgar Pierre Raphael Raoul Catry \| – \| \| 29. November 2013 – 5. Dezember 2013 1 Woche (insgesamt 6) \| 6 \| Pitbull feat. Kesha \| Timber Lukasz Gottwald, Henry Walter, Kesha Sebert, Armando C. Pérez, Priscilla Hamilton, Jamie Sanderson, Breyan Stanley Isaac, Lee Oskar, Keri Oskar, Greg Errico \| – \| \| 6. Dezember 2013 – 12. Dezember 2013 1 Woche \| 1 \| Milky Chance \| Stolen Dance Clemens Rehbein \| – \| \| 13. Dezember 2013 – 23. Januar 2014 6 Wochen (insgesamt 6) \| 6 \| Pitbull feat. Kesha \| Timber Lukasz Gottwald, Henry Walter, Kesha Sebert, Armando C. Pérez, Priscilla Hamilton, Jamie Sanderson, Breyan Stanley Isaac, Lee Oskar, Keri Oskar, Greg Errico \| – \| |                                          |                                          | |                           |
| ← 2012 |                                          |                                          | | → 2014 →                  |
| Zeitraum | Wo. ges.                                 | Interpret                                | Titel Autor(en) | Zusätzliche Informationen |
| (Zeitraum, Wochen auf Platz eins, Interpret, Titel, Autor[en], zusätzliche Informationen) |                                          |                                          | |                           |
| 7. Dezember 2012 – 3. Januar 2013 4 Wochen | 4                                        | Alicia Keys feat. Nicki Minaj            | Girl on Fire Billy Squier, Alicia Keys, Salaam Remi, Jeffrey Bhasker, Onika Tanya Maraj                                                                             | –                         |
| 4. Januar 2013 – 10. Januar 2013 1 Woche | 1                                        | Cro                                      | Einmal um die Welt Musik: Carlo Waibel, Simon den Hartog, Dominic Lorberg, Gordian Scholz, Micka Schürmann, Arne Schult; Text: Carlo Waibel                         | –                         |
| 11. Januar 2013 – 24. Januar 2013 2 Wochen | 2                                        | The Script feat. Will.i.am               | Hall of Fame Will Adams, James Barry, Daniel John O’Donoghue, Mark Anthony Sheehan                                                                                  | –                         |
| 25. Januar 2013 – 14. Februar 2013 3 Wochen (insgesamt 4) | 4                                        | Will.i.am & Britney Spears               | Scream & Shout William Adams, Jean-Baptiste Kouame, Jef Martens, Tula Paulinea Contostavlos                                                                         | –                         |
| 15. Februar 2013 – 7. März 2013 3 Wochen | 3                                        | Andreas Gabalier                         | Go for Gold Andreas Gabalier | –                         |
| 8. März 2013 – 14. März 2013 1 Woche (insgesamt 4) | 4                                        | Will.i.am & Britney Spears               | Scream & Shout William Adams, Jean-Baptiste Kouame, Jef Martens, Tula Paulinea Contostavlos                                                                         | –                         |
| 15. März 2013 – 18. April 2013 5 Wochen | 5                                        | Passenger                                | Let Her Go Michael David Rosenberg | –                         |
| 19. April 2013 – 2. Mai 2013 2 Wochen | 2                                        | Pink feat. Nate Ruess                    | Just Give Me a Reason Jeffrey Bhasker, Alecia B. Moore, Nathaniel Joseph Ruess                                                                                      | –                         |
| 3. Mai 2013 – 23. Mai 2013 3 Wochen | 3                                        | Wax                                      | Rosana Musik: Reggie Perry Jr.; Text: Michael Joseph Jones | –                         |
| 24. Mai 2013 – 30. Mai 2013 1 Woche | 1                                        | Beatrice Egli                            | Mein Herz Musik: Dieter Bohlen; Text: Oliver Lukas, Dieter Bohlen                                                                                                   | –                         |
| 31. Mai 2013 – 13. Juni 2013 2 Wochen | 2                                        | Daft Punk feat. Pharrell Williams        | Get Lucky Pharrell L. Williams, Nile Rodgers, Guy-Manuel de Homem-Christo, Thomas Bangalter                                                                         | –                         |
| 14. Juni 2013 – 11. Juli 2013 4 Wochen | 4                                        | Robin Thicke feat. T.I. & Pharrell       | Blurred Lines Pharrell L. Williams, Robin Thicke, Clifford Joseph Harris                                                                                            | –                         |
| 12. Juli 2013 – 12. September 2013 9 Wochen | 9                                        | Avicii                                   | Wake Me Up Aloe Blacc, Tim Bergling, Michael Aaron Einziger | –                         |
| 13. September 2013 – 26. September 2013 2 Wochen | 2                                        | Katy Perry                               | Roar Bonnie Leigh McKee, Lukasz Gottwald, Henry Russell Walter, Max Martin, Katy Perry                                                                              | –                         |
| 27. September 2013 – 17. Oktober 2013 3 Wochen (insgesamt 4) | 4                                        | Olly Murs                                | Dear Darlin’ James Christopher Eliot, Edward James Drewett, Stanley Oliver Murs                                                                                     | –                         |
| 18. Oktober 2013 – 24. Oktober 2013 1 Woche | 1                                        | James Blunt                              | Bonfire Heart Ryan B. Tedder, James Hillier Blount | –                         |
| 25. Oktober 2013 – 31. Oktober 2013 1 Woche (insgesamt 4) | 4                                        | Olly Murs                                | Dear Darlin’ James Christopher Eliot, Edward James Drewett, Stanley Oliver Murs                                                                                     | –                         |
| 1. November 2013 – 7. November 2013 1 Woche | 1                                        | Avicii                                   | Hey Brother Vincent Fred Pontare, Salem Lars Al Fakir, Tim Bergling, Ash Pournouri, Veronica Sandra Karin Maggio                                                    | –                         |
| 8. November 2013 – 28. November 2013 3 Wochen | 3                                        | Klingande                                | Jubel Cédric Marc Nils Steinmyller, Edgar Pierre Raphael Raoul Catry                                                                                                | –                         |
| 29. November 2013 – 5. Dezember 2013 1 Woche (insgesamt 6) | 6                                        | Pitbull feat. Kesha                      | Timber Lukasz Gottwald, Henry Walter, Kesha Sebert, Armando C. Pérez, Priscilla Hamilton, Jamie Sanderson, Breyan Stanley Isaac, Lee Oskar, Keri Oskar, Greg Errico | –                         |
| 6. Dezember 2013 – 12. Dezember 2013 1 Woche | 1                                        | Milky Chance                             | Stolen Dance Clemens Rehbein | –                         |
| 13. Dezember 2013 – 23. Januar 2014 6 Wochen (insgesamt 6) | 6                                        | Pitbull feat. Kesha                      | Timber Lukasz Gottwald, Henry Walter, Kesha Sebert, Armando C. Pérez, Priscilla Hamilton, Jamie Sanderson, Breyan Stanley Isaac, Lee Oskar, Keri Oskar, Greg Errico | –                         |

## Alben
| ← 2012 ← | Liste der Nummer-eins-Alben in Österreich | Liste der Nummer-eins-Alben in Österreich                                     | Liste der Nummer-eins-Alben in Österreich | 2014 →                    |
| \| Zeitraum \| Wo. ges. \| Interpret \| Titel \| Zusätzliche Informationen \| \| (Zeitraum, Wochen auf Platz eins, Interpret, Titel, zusätzliche Informationen) \| \| \| \| \| \| ------------------------------------------------------------------------------ \| -------- \| ----------------------------------------------------------------------------- \| -------------------------------- \| ------------------------- \| \| 14. Dezember 2012 – 10. Januar 2013 4 Wochen (insgesamt 8) \| 8 \| Michael Bublé \| Christmas \| – \| \| 11. Januar 2013 – 17. Januar 2013 1 Woche (insgesamt 2) \| 2 \| Pink \| The Truth About Love \| – \| \| 18. Januar 2013 – 24. Januar 2013 1 Woche \| 1 \| Wiener Philharmoniker / Franz Welser-Möst \| Neujahrskonzert 2013 \| – \| \| 25. Januar 2013 – 21. Februar 2013 4 Wochen \| 4 \| Andrea Berg \| Abenteuer – 20 Jahre Andrea Berg \| – \| \| 22. Februar 2013 – 28. Februar 2013 1 Woche \| 1 \| Kollegah und Farid Bang \| Jung, brutal, gutaussehend 2 \| – \| \| 1. März 2013 – 7. März 2013 1 Woche \| 1 \| Nick Cave and the Bad Seeds \| Push the Sky Away \| – \| \| 8. März 2013 – 21. März 2013 2 Wochen \| 2 \| Lindsey Stirling \| Lindsey Stirling \| – \| \| 22. März 2013 – 28. März 2013 1 Woche \| 1 \| Bon Jovi \| What About Now \| – \| \| 29. März 2013 – 4. April 2013 1 Woche (insgesamt 2) \| 2 \| Semino Rossi \| Symphonie des Lebens \| – \| \| 5. April 2013 – 11. April 2013 1 Woche \| 1 \| Depeche Mode \| Delta Machine \| – \| \| 12. April 2013 – 28. April 2013 3 Wochen (insgesamt 2) \| 2 \| Semino Rossi \| Symphonie des Lebens \| – \| \| 19. April 2013 – 25. April 2013 1 Woche \| 1 \| Volbeat \| Outlaw Gentlemen & Shady Ladies \| – \| \| 26. April 2013 – 2. Mai 2013 1 Woche \| 1 \| Michael Bublé \| To Be Loved \| – \| \| 3. Mai 2013 – 9. Mai 2013 1 Woche \| 1 \| Christina Stürmer \| Ich hör auf mein Herz \| – \| \| 10. Mai 2013 – 16. Mai 2013 1 Woche \| 1 \| Deep Purple \| Now What?! \| – \| \| 17. Mai 2013 – 23. Mai 2013 1 Woche \| 1 \| Reinhard Mey \| Dann mach’s gut \| – \| \| 24. Mai 2013 – 30. Mai 2013 1 Woche \| 1 \| Rainhard Fendrich \| Besser wirds nicht \| – \| \| 31. Mai 2013 – 6. Juni 2013 1 Woche \| 1 \| Daft Punk \| Random Access Memories \| – \| \| 7. Juni 2013 – 13. Juni 2013 1 Woche \| 1 \| Sportfreunde Stiller \| New York, Rio, Rosenheim \| – \| \| 14. Juni 2013 – 20. Juni 2013 1 Woche \| 1 \| Xavier Naidoo \| Bei meiner Seele \| – \| \| 21. Juni 2013 – 27. Juni 2013 1 Woche (insgesamt 3) \| 3 \| Andreas Gabalier \| Home Sweet Home \| – \| \| 28. Juni 2013 – 4. Juli 2013 1 Woche \| 1 \| Die Amigos \| Im Herzen jung \| – \| \| 5. Juli 2013 – 11. Juli 2013 1 Woche (insgesamt 3) \| 3 \| Andreas Gabalier \| Home Sweet Home \| – \| \| 12. Juli 2013 – 25. Juli 2013 2 Wochen (insgesamt 4) \| 4 \| Die Seer \| Dahoam \| – \| \| 26. Juli 2013 – 1. August 2013 1 Woche \| 1 \| Shindy \| NWA \| – \| \| 2. August 2013 – 8. August 2013 1 Woche (insgesamt 4) \| 4 \| Seer \| Dahoam \| – \| \| 9. August 2013 – 15. August 2013 1 Woche \| 1 \| Hansi Hinterseer \| Heut’ ist Dein Tag \| – \| \| 16. August 2013 – 22. August 2013 1 Woche (insgesamt 4) \| 4 \| Seer \| Dahoam \| – \| \| 23. August 2013 – 5. September 2013 2 Wochen \| 2 \| Anna Netrebko, Gianandrea Noseda und das Orchestra del Teatro Regio di Torino \| Verdi \| – \| \| 6. September 2013 – 12. September 2013 1 Woche \| 1 \| Y-Titty \| Stricksocken Swagger \| – \| \| 13. September 2013 – 19. September 2013 1 Woche \| 1 \| Oliver Haidt \| Mitten ins Herz \| – \| \| 20. September 2013 – 10. Oktober 2013 3 Wochen \| 3 \| Andrea Berg \| Atlantis \| – \| \| 11. Oktober 2013 – 17. Oktober 2013 1 Woche \| 1 \| Casper \| Hinterland \| – \| \| 18. Oktober 2013 – 31. Oktober 2013 2 Wochen (insgesamt 25) \| 25 \| Helene Fischer \| Farbenspiel \| – \| \| 1. November 2013 – 7. November 2013 1 Woche \| 1 \| James Blunt \| Moon Landing \| – \| \| 8. November 2013 – 14. November 2013 1 Woche \| 1 \| Kiddy Contest Kids \| Kiddy Contest Vol. 19 \| – \| \| 15. November 2013 – 21. November 2013 1 Woche \| 1 \| Eminem \| The Marshall Mathers LP 2 \| – \| \| 22. November 2013 – 28. November 2013 1 Woche \| 1 \| Lady Gaga \| Artpop \| – \| \| 29. November 2013 – 9. Januar 2014 6 Wochen \| 6 \| Robbie Williams \| Swings Both Ways \| – \| |                                           |                                                                               |                                           |                           |
| ← 2012 |                                           |                                                                               |                                           | → 2014 →                  |
| Zeitraum | Wo. ges.                                  | Interpret                                                                     | Titel                                     | Zusätzliche Informationen |
| (Zeitraum, Wochen auf Platz eins, Interpret, Titel, zusätzliche Informationen) |                                           |                                                                               |                                           |                           |
| 14. Dezember 2012 – 10. Januar 2013 4 Wochen (insgesamt 8) | 8                                         | Michael Bublé                                                                 | Christmas                                 | –                         |
| 11. Januar 2013 – 17. Januar 2013 1 Woche (insgesamt 2) | 2                                         | Pink                                                                          | The Truth About Love                      | –                         |
| 18. Januar 2013 – 24. Januar 2013 1 Woche | 1                                         | Wiener Philharmoniker / Franz Welser-Möst                                     | Neujahrskonzert 2013                      | –                         |
| 25. Januar 2013 – 21. Februar 2013 4 Wochen | 4                                         | Andrea Berg                                                                   | Abenteuer – 20 Jahre Andrea Berg          | –                         |
| 22. Februar 2013 – 28. Februar 2013 1 Woche | 1                                         | Kollegah und Farid Bang                                                       | Jung, brutal, gutaussehend 2              | –                         |
| 1. März 2013 – 7. März 2013 1 Woche | 1                                         | Nick Cave and the Bad Seeds                                                   | Push the Sky Away                         | –                         |
| 8. März 2013 – 21. März 2013 2 Wochen | 2                                         | Lindsey Stirling                                                              | Lindsey Stirling                          | –                         |
| 22. März 2013 – 28. März 2013 1 Woche | 1                                         | Bon Jovi                                                                      | What About Now                            | –                         |
| 29. März 2013 – 4. April 2013 1 Woche (insgesamt 2) | 2                                         | Semino Rossi                                                                  | Symphonie des Lebens                      | –                         |
| 5. April 2013 – 11. April 2013 1 Woche | 1                                         | Depeche Mode                                                                  | Delta Machine                             | –                         |
| 12. April 2013 – 28. April 2013 3 Wochen (insgesamt 2) | 2                                         | Semino Rossi                                                                  | Symphonie des Lebens                      | –                         |
| 19. April 2013 – 25. April 2013 1 Woche | 1                                         | Volbeat                                                                       | Outlaw Gentlemen & Shady Ladies           | –                         |
| 26. April 2013 – 2. Mai 2013 1 Woche | 1                                         | Michael Bublé                                                                 | To Be Loved                               | –                         |
| 3. Mai 2013 – 9. Mai 2013 1 Woche | 1                                         | Christina Stürmer                                                             | Ich hör auf mein Herz                     | –                         |
| 10. Mai 2013 – 16. Mai 2013 1 Woche | 1                                         | Deep Purple                                                                   | Now What?!                                | –                         |
| 17. Mai 2013 – 23. Mai 2013 1 Woche | 1                                         | Reinhard Mey                                                                  | Dann mach’s gut                           | –                         |
| 24. Mai 2013 – 30. Mai 2013 1 Woche | 1                                         | Rainhard Fendrich                                                             | Besser wirds nicht                        | –                         |
| 31. Mai 2013 – 6. Juni 2013 1 Woche | 1                                         | Daft Punk                                                                     | Random Access Memories                    | –                         |
| 7. Juni 2013 – 13. Juni 2013 1 Woche | 1                                         | Sportfreunde Stiller                                                          | New York, Rio, Rosenheim                  | –                         |
| 14. Juni 2013 – 20. Juni 2013 1 Woche | 1                                         | Xavier Naidoo                                                                 | Bei meiner Seele                          | –                         |
| 21. Juni 2013 – 27. Juni 2013 1 Woche (insgesamt 3) | 3                                         | Andreas Gabalier                                                              | Home Sweet Home                           | –                         |
| 28. Juni 2013 – 4. Juli 2013 1 Woche | 1                                         | Die Amigos                                                                    | Im Herzen jung                            | –                         |
| 5. Juli 2013 – 11. Juli 2013 1 Woche (insgesamt 3) | 3                                         | Andreas Gabalier                                                              | Home Sweet Home                           | –                         |
| 12. Juli 2013 – 25. Juli 2013 2 Wochen (insgesamt 4) | 4                                         | Die Seer                                                                      | Dahoam                                    | –                         |
| 26. Juli 2013 – 1. August 2013 1 Woche | 1                                         | Shindy                                                                        | NWA                                       | –                         |
| 2. August 2013 – 8. August 2013 1 Woche (insgesamt 4) | 4                                         | Seer                                                                          | Dahoam                                    | –                         |
| 9. August 2013 – 15. August 2013 1 Woche | 1                                         | Hansi Hinterseer                                                              | Heut’ ist Dein Tag                        | –                         |
| 16. August 2013 – 22. August 2013 1 Woche (insgesamt 4) | 4                                         | Seer                                                                          | Dahoam                                    | –                         |
| 23. August 2013 – 5. September 2013 2 Wochen | 2                                         | Anna Netrebko, Gianandrea Noseda und das Orchestra del Teatro Regio di Torino | Verdi                                     | –                         |
| 6. September 2013 – 12. September 2013 1 Woche | 1                                         | Y-Titty                                                                       | Stricksocken Swagger                      | –                         |
| 13. September 2013 – 19. September 2013 1 Woche | 1                                         | Oliver Haidt                                                                  | Mitten ins Herz                           | –                         |
| 20. September 2013 – 10. Oktober 2013 3 Wochen | 3                                         | Andrea Berg                                                                   | Atlantis                                  | –                         |
| 11. Oktober 2013 – 17. Oktober 2013 1 Woche | 1                                         | Casper                                                                        | Hinterland                                | –                         |
| 18. Oktober 2013 – 31. Oktober 2013 2 Wochen (insgesamt 25) | 25                                        | Helene Fischer                                                                | Farbenspiel                               | –                         |
| 1. November 2013 – 7. November 2013 1 Woche | 1                                         | James Blunt                                                                   | Moon Landing                              | –                         |
| 8. November 2013 – 14. November 2013 1 Woche | 1                                         | Kiddy Contest Kids                                                            | Kiddy Contest Vol. 19                     | –                         |
| 15. November 2013 – 21. November 2013 1 Woche | 1                                         | Eminem                                                                        | The Marshall Mathers LP 2                 | –                         |
| 22. November 2013 – 28. November 2013 1 Woche | 1                                         | Lady Gaga                                                                     | Artpop                                    | –                         |
| 29. November 2013 – 9. Januar 2014 6 Wochen | 6                                         | Robbie Williams                                                               | Swings Both Ways                          | –                         |

## Jahreshitparaden
| ← 2012 ← | Liste der Nummer-eins-Hits in Österreich | Liste der Nummer-eins-Hits in Österreich                       | Liste der Nummer-eins-Hits in Österreich | 2014 →   |
| \| Singles \| Position# \| Alben \| \| ---------------------------------------------------------------------------------------------------------------------- \| --------- \| -------------------------------------------------------------- \| \| Wake Me Up Avicii Aloe Blacc, Tim Bergling, Michael Aaron Einziger \| 1 \| Atlantis Andrea Berg \| \| Blurred Lines Robin Thicke feat. T.I. & Pharrell Pharrell L. Williams, Robin Thicke, Clifford Joseph Harris \| 2 \| Farbenspiel Helene Fischer \| \| Scream & Shout Will.i.am & Britney Spears William Adams, Jean-Baptiste Kouame, Jef Martens, Tula Paulinea Contostavlos \| 3 \| Swings Both Ways Robbie Williams \| \| Let Her Go Passenger Michael David Rosenberg \| 4 \| Home Sweet Home Andreas Gabalier \| \| Bilder im Kopf Sido Musik: Vincent Stein, Konstantin Scherer; Text: Paul Würdig \| 5 \| Glücksgefühle Beatrice Egli \| \| Just Give Me a Reason Pink feat. Nate Ruess Jeffrey Bhasker, Alecia B. Moore, Nathaniel Joseph Ruess \| 6 \| The Truth About Love Pink \| \| Can’t Hold Us Macklemore feat. Ryan Lewis & Ray Dalton Ben Haggerty, Ryan S. Lewis, Ray Dalton \| 7 \| Abenteuer – 20 Jahre Andrea Berg \| \| Rosana Wax Musik: Reggie Perry Jr.; Text: Michael Joseph Jones \| 8 \| Best of Helene Fischer Helene Fischer \| \| Victim of Love Leonard Pospichal & Thomas Blug \| 9 \| Neujahrskonzert 2013 Wiener Philharmoniker / Franz Welser-Möst \| \| And We Danced Macklemore feat. Ziggy Stardust Ryan Lewis, Ben Haggerty, Noah Benjamin Goldberg \| 10 \| Outlaw Gentlemen & Shady Ladies Volbeat \| |                                          |                                                                |                                          |          |
| ← 2012 |                                          |                                                                |                                          | → 2014 → |
| Singles | Position#                                | Alben                                                          |                                          |          |
| Wake Me Up Avicii Aloe Blacc, Tim Bergling, Michael Aaron Einziger | 1                                        | Atlantis Andrea Berg                                           |                                          |          |
| Blurred Lines Robin Thicke feat. T.I. & Pharrell Pharrell L. Williams, Robin Thicke, Clifford Joseph Harris | 2                                        | Farbenspiel Helene Fischer                                     |                                          |          |
| Scream & Shout Will.i.am & Britney Spears William Adams, Jean-Baptiste Kouame, Jef Martens, Tula Paulinea Contostavlos | 3                                        | Swings Both Ways Robbie Williams                               |                                          |          |
| Let Her Go Passenger Michael David Rosenberg | 4                                        | Home Sweet Home Andreas Gabalier                               |                                          |          |
| Bilder im Kopf Sido Musik: Vincent Stein, Konstantin Scherer; Text: Paul Würdig | 5                                        | Glücksgefühle Beatrice Egli                                    |                                          |          |
| Just Give Me a Reason Pink feat. Nate Ruess Jeffrey Bhasker, Alecia B. Moore, Nathaniel Joseph Ruess | 6                                        | The Truth About Love Pink                                      |                                          |          |
| Can’t Hold Us Macklemore feat. Ryan Lewis & Ray Dalton Ben Haggerty, Ryan S. Lewis, Ray Dalton | 7                                        | Abenteuer – 20 Jahre Andrea Berg                               |                                          |          |
| Rosana Wax Musik: Reggie Perry Jr.; Text: Michael Joseph Jones | 8                                        | Best of Helene Fischer Helene Fischer                          |                                          |          |
| Victim of Love Leonard Pospichal & Thomas Blug | 9                                        | Neujahrskonzert 2013 Wiener Philharmoniker / Franz Welser-Möst |                                          |          |
| And We Danced Macklemore feat. Ziggy Stardust Ryan Lewis, Ben Haggerty, Noah Benjamin Goldberg | 10                                       | Outlaw Gentlemen & Shady Ladies Volbeat                        |                                          |          |